# Florian Maria Sumerauer
Florian Maria Sumerauer (* 1988 in Lienz) ist ein österreichischer Schauspieler.

## Leben
Florian Maria Sumerauer wuchs in Tristach auf und maturierte am Bundes-Oberstufenrealgymnasium Lienz mit Schwerpunkt Sport. Von 2007 bis 2010 absolvierte er eine Schauspielausbildung an der Starter – Schauspielschule für Film und Fernsehen Berlin, wo er seitdem lebt.
2012 spielte er in Die Schneekönigin die Rolle des Kay, 2013 wirkte er an der Berliner Taschenoper als Dr. Jura in Das Konzert und am Theaterhaus Mitte als Dr. Jacoby in Hotel Inland Kingdom mit. In König Lear stand er 2015 am Theaterforum Kreuzberg und am Gallus Theater in Frankfurt als Kent auf der Bühne. 2018 spielte er die Hauptrolle des Ron in der Bühnenbearbeitung des Romans Sommer in Brandenburg  von Urs Faes (Regie: Boris von Poser).
Mit dem Regisseur Barish Karademir arbeitete er an der Tafelhalle in Nürnberg (2015, Zersplittert; 2019, Im Herzen der Gewalt) und am Stadttheater Fürth (2021, Rückkehr in die Wüste).
Am Kleinen Theater am Südwestkorso in Berlin war er ab 2019 in Erich Kästners Drei Männer im Schnee (Regie: Karin Bares) und ab 2022 in Arthur Schnitzlers Traumnovelle (Regie: Boris von Poser) zu sehen.
In der ARD-Fernsehreihe Reiterhof Wildenstein mit Klara Deutschmann und Ulli Maier verkörperte er die Rolle des Jesper Wildenstein.

## Filmografie (Auswahl)
- 2012: SOKO Donau (Fernsehserie, Folge 8x05)
- 2012: Ruckzuck – Die Umzieher (Fernsehfilm)
- 2014: Salomea's Nose (Kurzfilm)
- 2014: Josephine Klick – Allein unter Cops (Fernsehserie, Folge 1x02)
- 2014: Tränen der Sextner Dolomiten
- 2016: The Key
- 2016: Ein Fall von Liebe (Fernsehserie, Folge 1x13)
- 2016: Sommernachtsmord
- 2017: Die Toten vom Bodensee (Fernreihe, Folge 4, Die Braut)
- 2018: Familie Dr. Kleist (Fernsehserie, Folge 8x03)
- seit 2019: Reiterhof Wildenstein (Fernsehserie, 4 Folgen)
- 2019: Jenny – echt gerecht (Fernsehserie, Folge 2x07)
- 2020: Inga Lindström (Fernsehreihe, Folge 84, Feuer und Glas)
- 2021: Tatort (Fernsehserie, Folge 1178, Die Kalten und die Toten)
- 2021: Doktor Ballouz (Fernsehserie, Folge 1x03)
- 2023: Watzmann ermittelt (Fernsehserie, Folge 38, Trachtenwahnsinn)
- 2023: In aller Freundschaft (Fernsehserie, Folge Vatergefühle)
- 2024: Der Bergdoktor (Fernsehserie, Folge Lebenswege)
- seit 2024: WaPo Berlin (Fernsehserie)
- 2025: SOKO Leipzig – Pass auf dich auf (Fernsehserie)